# Cale Case
Cale Case (* 2. června 1958) je americký ekonom, podnikatel a republikánský politik. Studoval na Wyomingské univerzitě v Laramie. V letech 1994 až 1998 byl členem wyomingské sněmovny reprezentantů. Od roku 1998 je senátorem wyomingského státního senátu. V roce 2014 mu byla diagnostikována rakovina kůže.